# Terremoto dell'Italia centro-meridionale del 1456

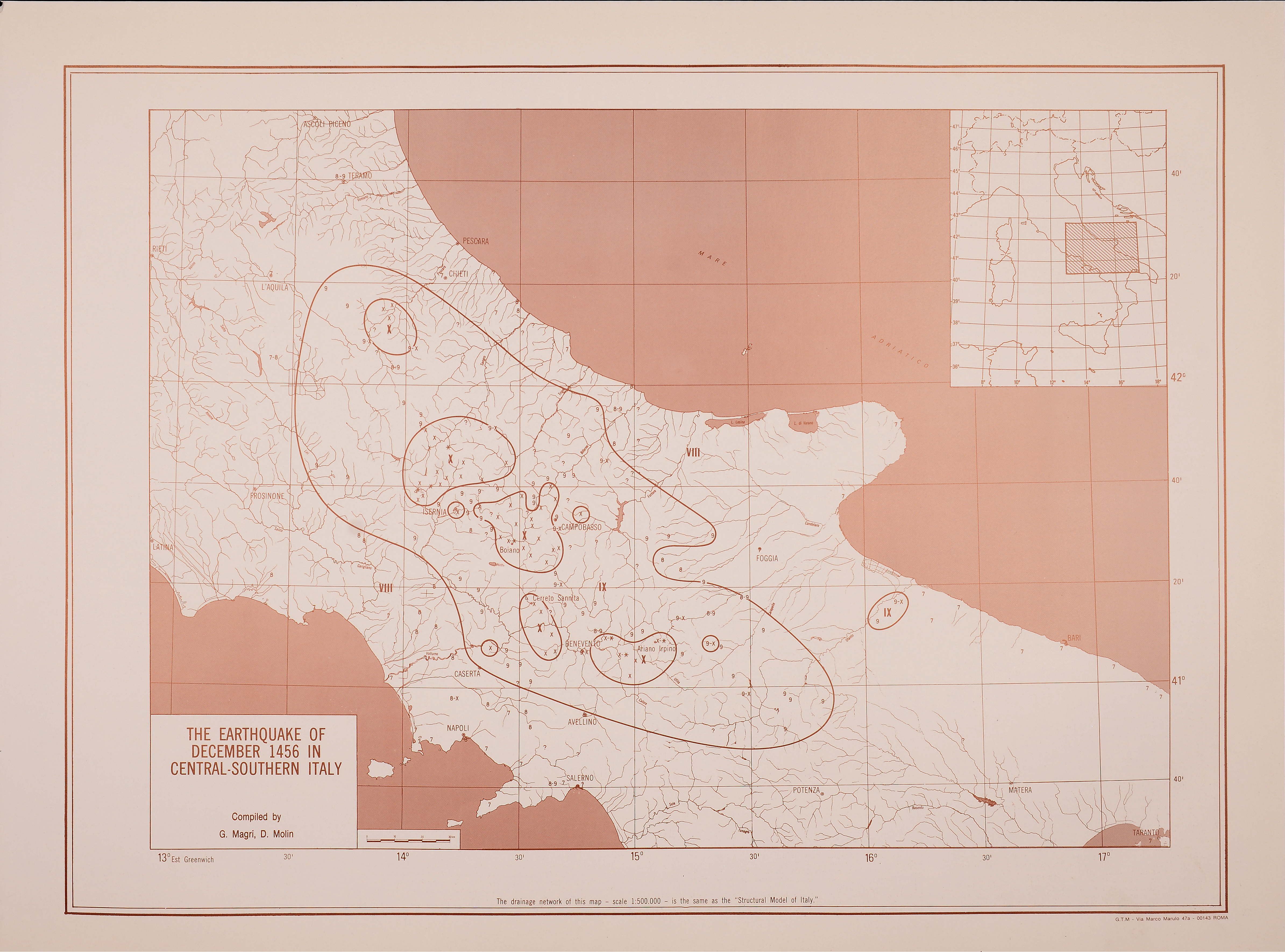
Mappa dell'evento

Il terremoto dell'Italia centro-meridionale del 5 dicembre 1456, con una magnitudo stimata di 7,1, è spesso considerato come il terremoto più forte registrato in Italia durante il II millennio in virtù dei suoi effetti distruttivi e micidiali estesi a gran parte dell'Italia centrale e meridionale.

## Descrizione
(Vincenzo Ciarlanti, in Memorie historiche del Sannio, 1644)
Nonostante permangano alcuni margini di incertezza, si ritiene plausibile che l'epicentro del sisma, verificatosi alle 3 del mattino e avvertito finanche in Toscana e Sicilia, fosse localizzato nel distretto sismico dell'Irpinia. A seguito della scossa principale, della durata di almeno due minuti, in quasi tutti i paesi dell'entroterra campano, molisano e lucano si ebbero danni ingentissimi; nella stessa città di Napoli, capitale del Regno, si registrarono fra l'altro il crollo del campanile della basilica di Santa Chiara e il cedimento della chiesa di San Domenico Maggiore, che dovette essere ricostruita. Una serie di onde anomale nel porto di Napoli provocò inoltre uno sfracello di barche, mentre un vero e proprio maremoto, provocato dallo scuotimento delle acque marine entro il bacino del golfo di Taranto,
investì la costa ionica pugliese.
Alla scossa principale seguirono numerosissime repliche, una delle quali (quella del 30 dicembre alle ore 16) ebbe un'intensità pressoché pari a quella della scossa principale sebbene stavolta l'epicentro fosse localizzato nettamente più a nord, entro il distretto sismico del Sannio; tale replica finì col radere al suolo molti centri abitati già gravemente lesionati dalle scosse precedenti. Taluni studi hanno ipotizzato che le due grandi scosse del 5 e del 30 dicembre possano aver innescato altrettanti subeventi, con epicentri rispettivamente Basilicata e Abruzzo, ossia in aree sismogenetiche non contigue, benché rimangano ignoti i complessi meccanismi dinamici di fondo e l'esatta sequenza temporale del loro sviluppo.
In ogni caso la lunga successione sismica devastò interamente 5 delle attuali 20 regioni italiane (Abruzzo, Molise, Campania, Puglia e Basilicata) mentre altre 2 furono parzialmente danneggiate (settore est del Lazio e settore nord della Calabria). È stato stimato che le vittime del terremoto furono tra le 20 000 e le 30 000.
Un resoconto delle devastazioni è riportato nel Chronicon di Antonino Pierozzi.